# Megadontognathus
Megadontognathus és un gènere de peixos pertanyent a la família dels apteronòtids.

## Distribució geogràfica
Es troba a Sud-amèrica: Megadontognathus cuyuniense viu al riu Caroní i la conca del riu Cuyuni a Veneçuela, mentre que Megadontognathus kaitukaensis és autòcton del riu Xingu (Pará, el Brasil).

## Taxonomia
- Megadontognathus cuyuniense (Mago-Leccia, 1994)[5]
- Megadontognathus kaitukaensis (Campos-da-Paz, 1999)[6][7]